# 陆方舟
陆方舟（1967年3月—），中华人民共和国江苏省南通市海门区人，中国共产党党员，中华人民共和国政治人物，曾任上海市嘉定区委书记。

## 职业经历
陆方舟出生于1967年3月，于大学期间先后获得工学学士和工商管理硕士学位。1989年7月，陆方舟开始参加工作。2007年7月前其曾任上海张江（集团）有限公司党委副书记、副总经理，以及上海市张江高科技园区领导小组办公室副主任，张江功能区域党工委委员、管委会副主任。2007年至2016年间，其曾任浦东新区国有资产监督管理委员会主任、企业工作党委书记、内联企事业单位工作党委书记。2017年至2018年间陆方舟曾任浦东新区副区长和上海自贸区管委会副主任。2018至2020年间其任上海市嘉定区委副书记、代理区长。2020年5月15日，陆方舟转任嘉定区委书记。2025年3月31日，陆方舟转任中共闵行区委常委、委员、闵行区委书记。

## 事迹
陆方舟曾参与签署上海市食药监局与浦东新区政府的食品药品战略合作协议。同年领导开展“四个集中一次办成”改革。其曾于2023年2月20日率领嘉定区党政代表团赴太仓、昆山二地进行考察。于2024年6月11日-18日间带队前往日本和韩国考察访问，开展相关活动。3月，同嘉定区委副书记、区长高香带队检查上海汽车文化节筹备及F1中国大奖赛属地综合保障两项工作。同年3月24日，会见了时任宜宾市委书记的方存好。